# Joel Moore
Joel David Moore, född 25 september 1977 i Portland, Oregon, är en amerikansk skådespelare. Han är mest känd för roller som Owen Dittman i Dodgeball, Dr. Norm Spellman i Avatar och JP i Grandma's Boy.

## Filmografi (i urval)
- Foxfire (1996) - First Geek
- Deep Cover (2002) (TV-serie) - Pete Steinem
- Raising Genius (2004) - Rolf
- Dodgeball (2004) - Owen Dittman
- Sledge: The Untold Story (2005) - Actor/Joel
- Reel Guerrillas (2005) - Nick Walker
- Grandma's Boy (2006) - J.P.
- The Shaggy Dog (2006) - Pound Employee
- Art School Confidential (2006) - Bardo
- Miles from Home (2006) - Miles
- The Elder Son (2006) - Kenny
- Hatchet (2006) - Ben
- American Hustle (2007) - 3rd Spartan
- El Muerto (2007) - Zak
- Spiral (2007) - Mason
- Shanghai Kiss (2007) - Joe
- The Dukes of Hazzard: The Beginning (2007) (TV) - Cooter
- The Hottie and the Nottie (2008) - Nate Cooper
- Bones (2008-2016) - Colin Fisher
- Wieners (2008) - Greg
- The Tiffany Problem (2008) - Sam Hane
- Fairy Tale Police (2008) - Big Bad Wolf
- Falskt alibi (2009) - Corey Finley
- Bed Ridden (2009) - Jay
- Stuntmen (2009) - Troy Lebowski
- Avatar (2009) - Dr. Norm Spellman
- Shark Night (2011) - Gordon
- Gone (2012) - Nick Massey
- Savages (2012) - Craig
- CBGB (2012) - Joey Ramone
- Forever (2014-2015) (TV-serie) - Lucas Wahl
- Avatar: The Way of Water (2022) - Dr. Norm Spellman
- Avatar: Fire and Ash (2025) - Dr. Norm Spellman
- Kinda Pregnant (2025)